# 埃默里 (亞利桑那州)
埃默里（英語：Emery）是位於美國亞利桑那州葛蘭姆縣的一個非建制地區。該地的面積和人口皆未知。

## 地理
埃默里的座標為33°04′11″N 110°01′01″W / 33.06972°N 110.01694°W，而該地的平均海拔高度為820米（即2680英尺）。